# Haras de Ljubičevo
Le haras de Ljubičevo (serbe : Љубичево) est la plus ancienne installation équestre de Serbie, ainsi que le seul haras national serbe. Il est fondé en 1858 par ordre de Miloš Obrenović. Il est situé sur la rive droite de la rivière Velika Morava, près de Požarevac.

## Histoire

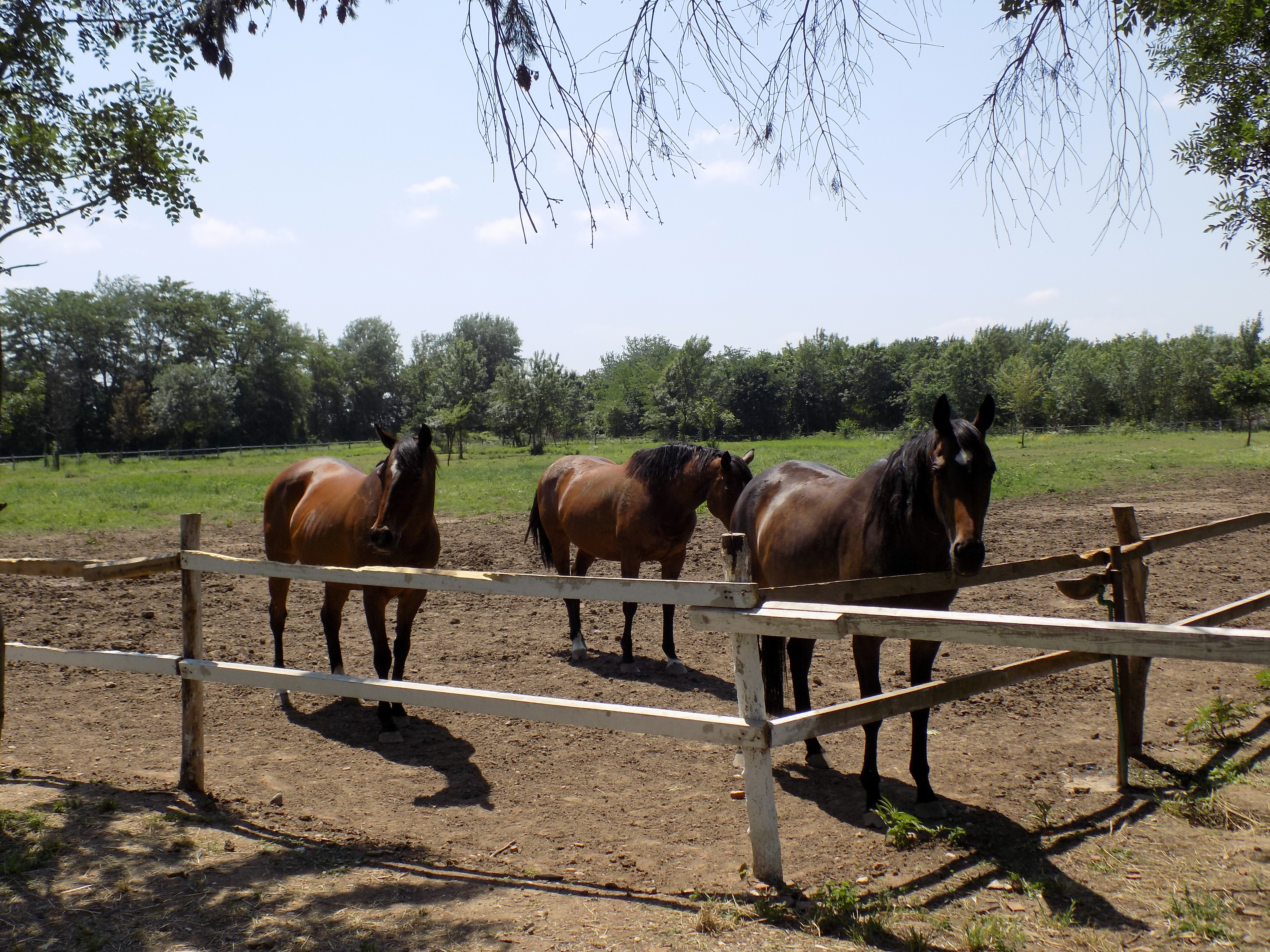
Pâturages du haras.

L'établissement prédécesseur de l'écurie moderne était une société agricole nommée Morava, d'après la rivière voisine. Il a été fondé par le prince Miloš, sur les terres qu'il a prises aux Turcs locaux en 1860, à 5 km du centre-ville de Požarevac. Le prince a fait don de la terre à l'État au profit du peuple. L'écurie a été fondée dans le but d'introduire les meilleures races de chevaux en Serbie,.
Après que le prince Mihailo Obrenović ait succédé à son père la même année, il a également repris l'écurie. La superficie du complexe a été agrandie à 300 hectares et en 1866, le prince Mihailo l'a renommé Ljubičevo, du nom de sa mère, la princesse Ljubica. Une résidence de Ljubičin konak a été construite ainsi que plusieurs écuries à côté, où des chevaux ont été élevés spécialement pour le prince qui était un grand amateur d'équitation et a organisé les premières courses de chevaux en Serbie.
Au début du XXe siècle, Ljubičevo est devenu un haras majeur à l'échelle européenne, avec plus de 500 chevaux. Le haras a été détruit deux fois, pendant les deux guerres mondiales, mais a été restauré. Après la Seconde Guerre mondiale, Ljubičevo est devenue une écurie militaire, mais seulement cinq ans plus tard, en 1951, elle a perdu ce statut en raison de la modernisation de l'armée,.
L'écurie a de nouveau prospéré au milieu des années 1960, lorsque les Jeux équestres de Ljubičevo, en tant qu'attraction touristique, ont été fondés. Avec l'effondrement général de l'économie dans les années 1990, l'écurie est réduite à 60 chevaux et cesse de participer aux jeux sur les autres hippodromes. Le manjež, terrain d'entraînement, a été fermé pendant cette période, mais a été restauré en 2018. Aussi un parc d'aventure, le sentier de coupe et une salle de gym en plein air ont été construits. Ljubičevo reste également la seule écurie publique de toute la Serbie.

## Jeux équestres
Les jeux équestres ont eu lieu pour la première fois en 1964 à Požarevac. L'une des raisons de leur fondation est l'orientation vers le tourisme, puisqu'en 1951, Ljubicevo a cessé d'être une écurie militaire. De nos jours, les jeux équestres ont lieu le premier week-end de septembre et sont précédés d'un défilé officiel et d'un carnaval dans le centre de Požarevac, ainsi que d'autres événements culturels.

## Monuments commémoratifs

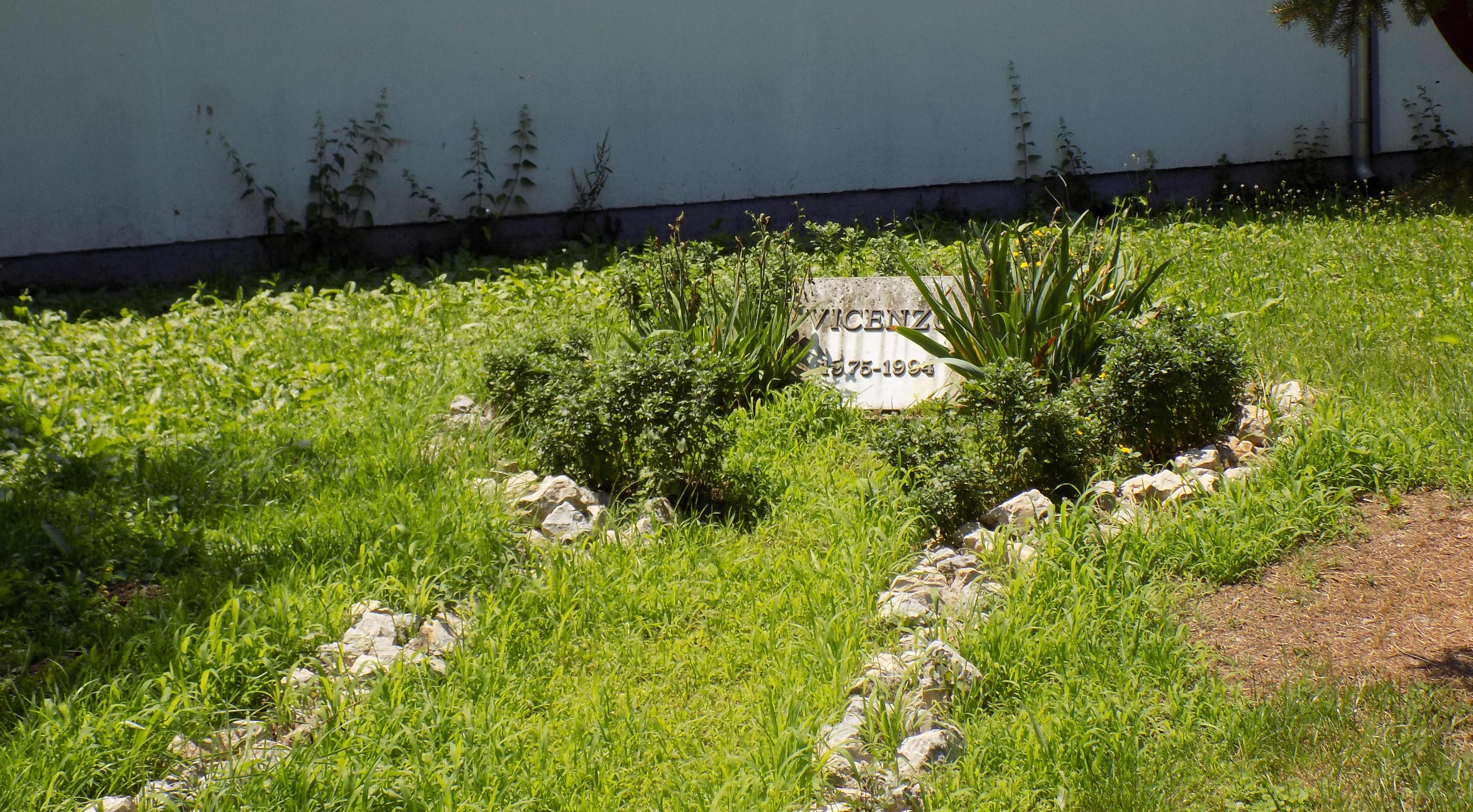
Mémorial au cheval Vičenca.

Le premier cheval vainqueur des jeux équestres, Ljubičevac, a été honoré par un monument érigé en 1974 dans la partie centrale du complexe, à proximité du bâtiment administratif. Il y a aussi une plaque commémorative en l'honneur de Vičenca, un étalon importé de Grande-Bretagne qui a remporté de nombreuses courses et a donné de nombreux champions qui ont dominé les courses dans les années 1980.

## Galerie

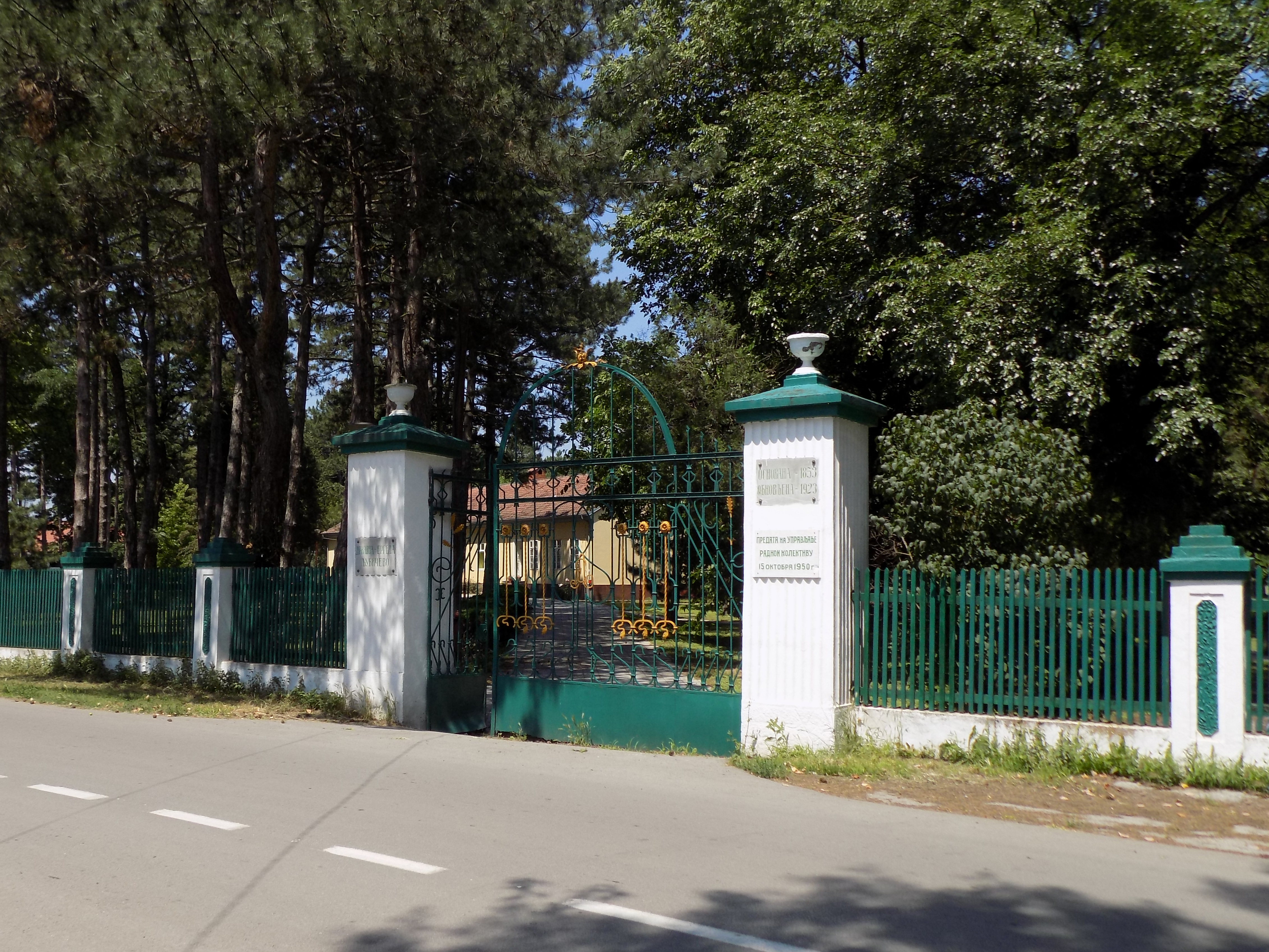
Porte latérale
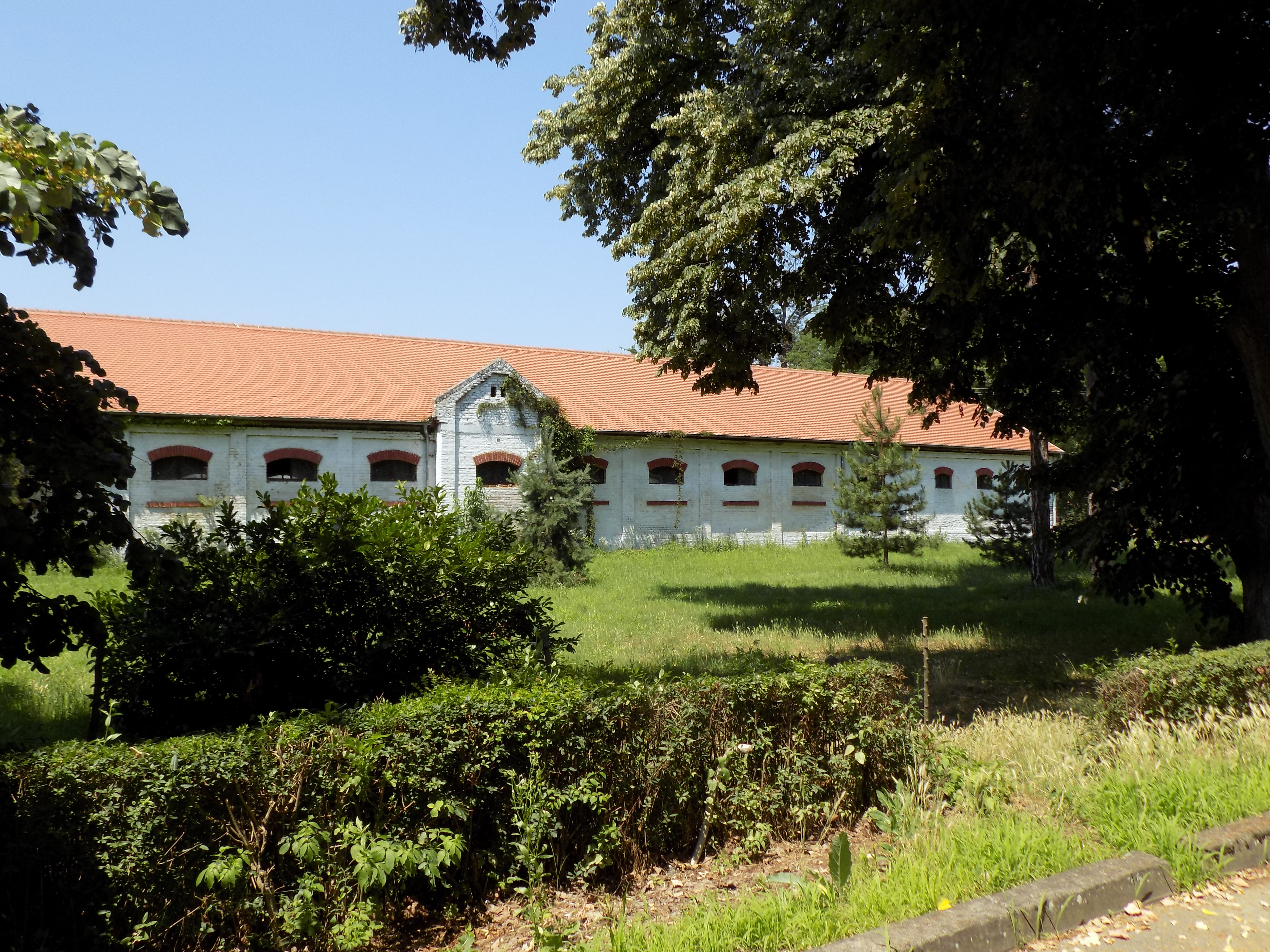
Écuries
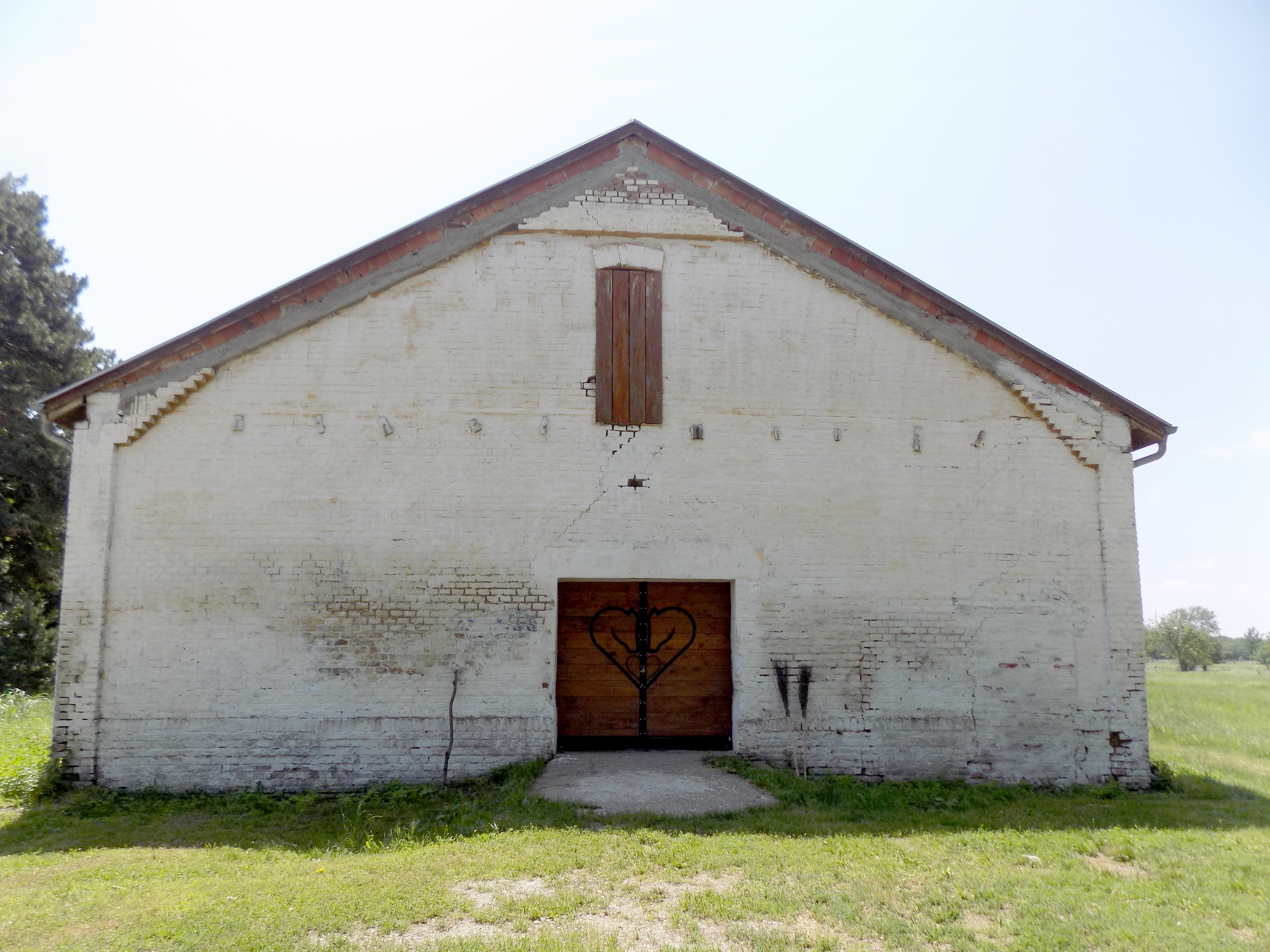
Manège
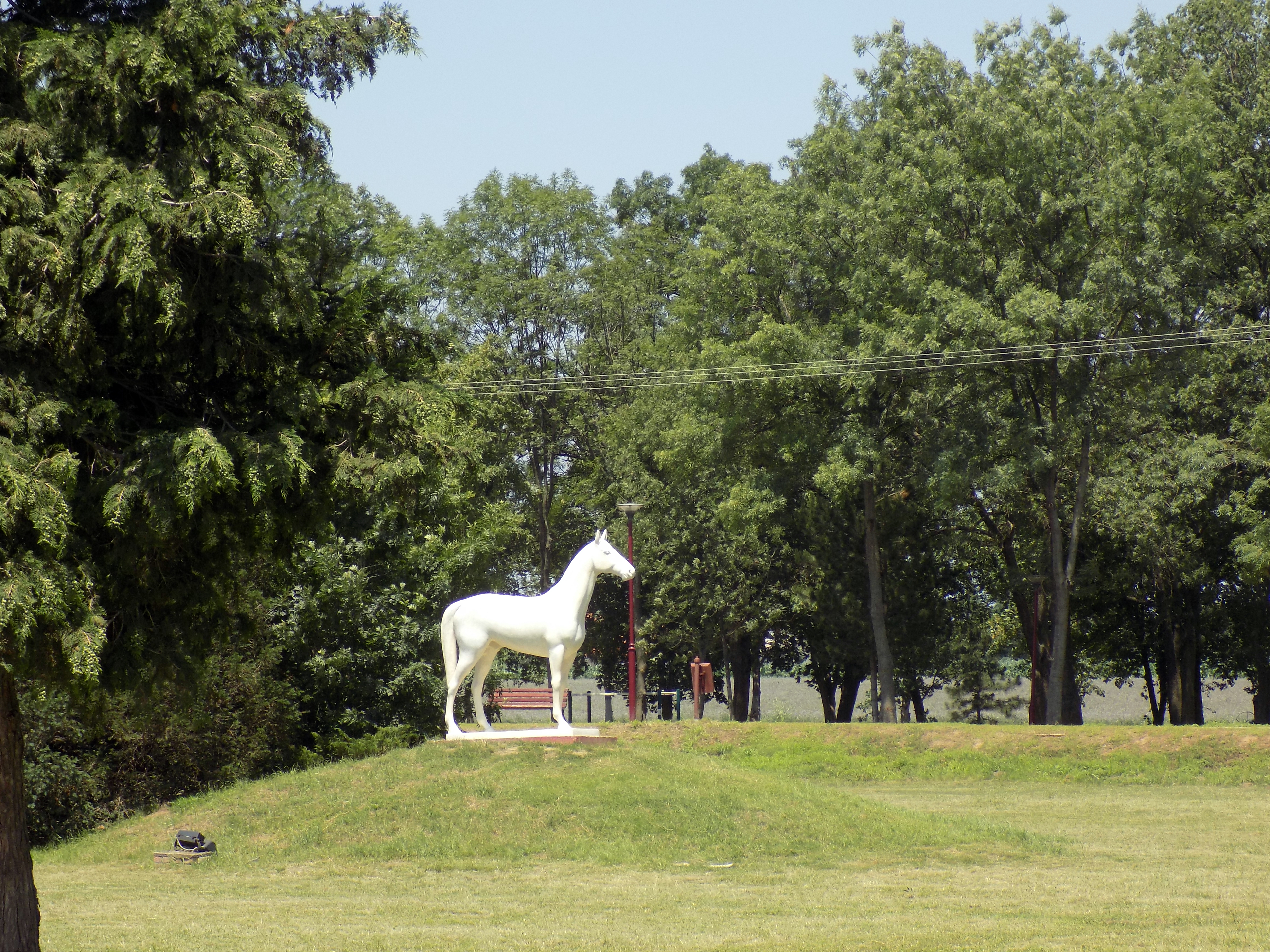
Un monument au cheval le plus célèbre du haras, Ljubičevac
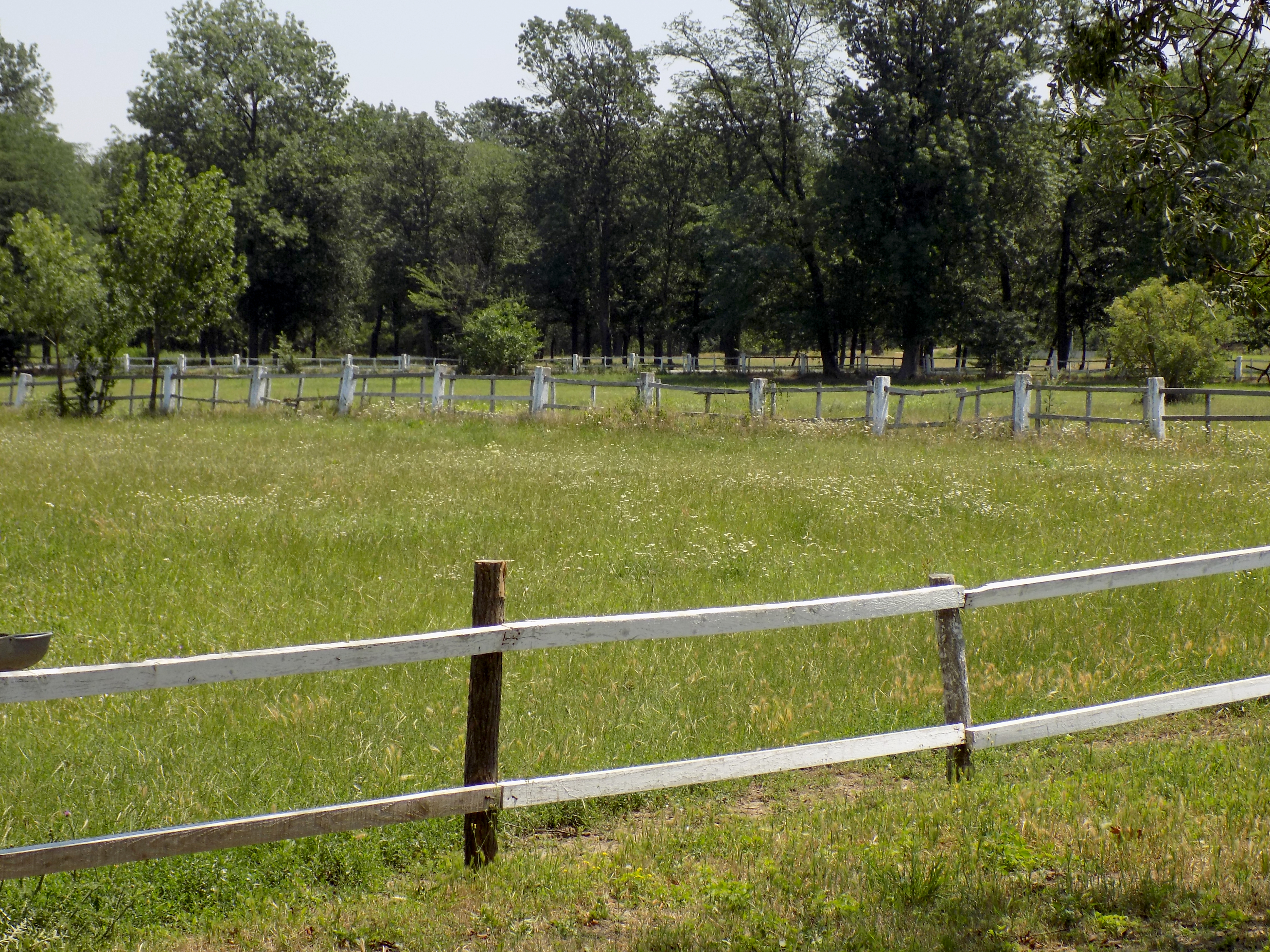
Un des paddocks
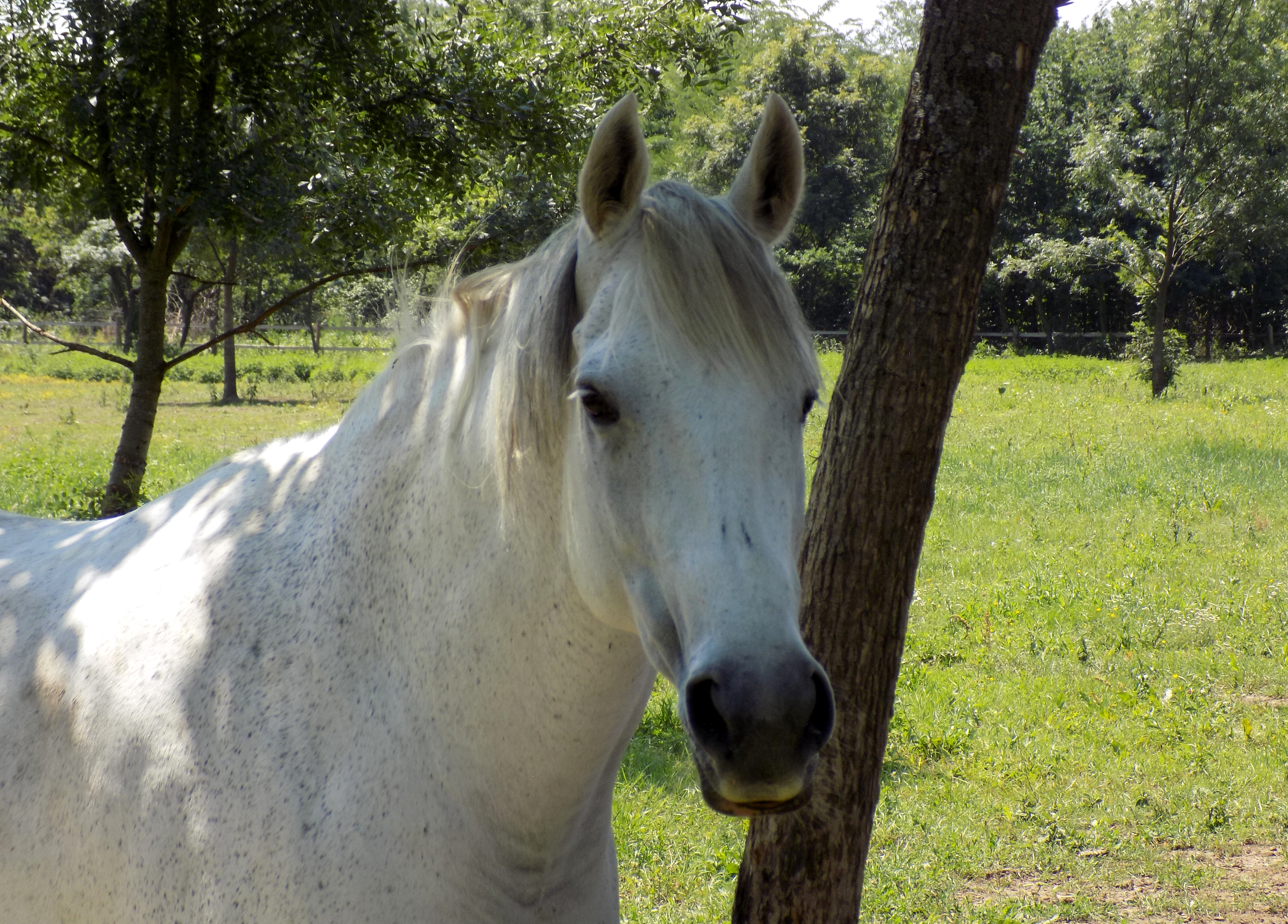
Lipizzan au paddock